# Мушкетери (телесеріал)
«Мушкетери» (англ. The Musketeers) — британський пригодницький телесеріал виробництва BBC, знятий за романом Александра Дюма «Три мушкетери». Серіал стартував на телеканалі BBC One 19 січня 2014. У серіалі знялися Люк Паскуаліно (Д'Артаньян), Том Берк (Атос), Говард Чарльз (Портос), Сантьяго Кабрера (Араміс), Пітер Капальді (кардинал Рішельє) та інші. У шоу розповідається про пригоди Д'Артаньяна, Атоса, Портоса і Араміса, які служать під керівництвом капітана Тревіля.

## Сюжет
Дія відбувається в першій половині 17 ст. в Парижі, де група хоробрих мушкетерів, що складається з Д'Артаньяна, Атоса, Портоса і Араміса, б'ється, щоб захистити короля та країну.

## Ланки
- Офіційний сайт (UK) (англ.)
- Офіційний сайт (US) (англ.)
- Мушкетери на сайті IMDb (англ.)